# Ze soboty na nedeli
Ze soboty na nedeli é um filme tchecoslovaco de 1931, do gênero drama, dirigido por Gustav Machatý e estrelado por Ladislav H. Struna.